# Lista siturilor arheologice din județul Olt - V
Lista siturilor arheologice din județul Olt - V conține toate siturile arheologice din județul Olt înscrise în Repertoriul Arheologic Național (RAN) și aflate în localități al căror nume începe cu litera V. RAN este administrat de Ministerul Culturii și Patrimoniului Național și cuprinde date științifice, cartografice, topografice, imagini și planuri, precum și orice alte informații privitoare la zonele cu potențial arheologic, studiate sau nu, încă existente sau dispărute.
Puteți căuta un sit din localitățile care încep cu litera V folosind formularul de mai jos sau puteți naviga prin toate siturile din județ la Lista siturilor arheologice din județul Olt.
| Cod RAN                                   | Denumire | Localitate                           | Adresă            | Datare                               | Descoperit | Coordonate                                    | Imagine           | Erori            |
| ----------------------------------------- | --- | ------------------------------------ | ----------------- | ------------------------------------ | ---------- | --------------------------------------------- | ----------------- | ---------------- |
| 129736.01.02 (Cod LMI: OT-I-s-A-08538)    | Situl arheologic de la Vădastra - "Măgura Cetății" / ansamblu anonim (Categorie: locuire civilă) (Tip: Tell)               | sat Vădastra, comuna Vădastra        | Măgura Cetății    | Sălcuța                              |            |                                               | Încărcați imagine | Raportați eroare |
| 129736.01.01 (Cod LMI: OT-I-s-A-08538)    | Situl arheologic de la Vădastra - "Măgura Cetății" / ansamblu anonim (Categorie: locuire civilă) (Tip: Așezare)            | sat Vădastra, comuna Vădastra        | Măgura Cetății    | Vădastra                             |            |                                               | Încărcați imagine | Raportați eroare |
| 129825.01.01 (Cod LMI: OT-I-m-B-08540.02) | Situl arheologic de la Verguleasa / ansamblu anonim (Categorie: locuire civilă) (Tip: Așezare)                             | sat Verguleasa, comuna Verguleasa    |                   | Starčevo - Criș                      |            |                                               | Încărcați imagine | Raportați eroare |
| 129825.01.02 (Cod LMI: OT-I-m-B-08540.01) | Situl arheologic de la Verguleasa / ansamblu anonim (Categorie: locuire civilă) (Tip: Așezare)                             | sat Verguleasa, comuna Verguleasa    |                   |                                      |            |                                               | Încărcați imagine | Raportați eroare |
| 130017.01.01 (Cod LMI: OT-I-m-B-08539.03) | Situl arheologic de la Vâlcelele de Sus - "Dealul Cișmelelor" / ansamblu anonim (Categorie: locuire civilă) (Tip: Așezare) | sat Vâlcelele de Sus, comuna Vâlcele | Dealul Cișmelelor | Sălcuța                              |            |                                               | Încărcați imagine | Raportați eroare |
| 130017.01.02 (Cod LMI: OT-I-m-B-08539.02) | Situl arheologic de la Vâlcelele de Sus - "Dealul Cișmelelor" / ansamblu anonim (Categorie: locuire civilă) (Tip: Așezare) | sat Vâlcelele de Sus, comuna Vâlcele | Dealul Cișmelelor | Verbicioara                          |            |                                               | Încărcați imagine | Raportați eroare |
| 130017.01.03 (Cod LMI: OT-I-m-B-08539.01) | Situl arheologic de la Vâlcelele de Sus - "Dealul Cișmelelor" / ansamblu anonim (Categorie: locuire civilă) (Tip: Așezare) | sat Vâlcelele de Sus, comuna Vâlcele | Dealul Cișmelelor | geto-dacică                          |            |                                               | Încărcați imagine | Raportați eroare |
| 130035.01.03 (Cod LMI: OT-I-s-B-08541)    | Situl arheologic de la Vlădila - "La Pepinieră" / ansamblu anonim (Categorie: locuire civilă) (Tip: Așezare)               | sat Vlădila, comuna Vlădila          | La Pepinieră      | Verbicioara - III-IV                 |            | 44°00′04″N 24°24′53″E / 44.00111°N 24.41472°E | Încărcați imagine | Raportați eroare |
| 130035.01.04 (Cod LMI: OT-I-s-B-08541)    | Situl arheologic de la Vlădila - "La Pepinieră" / ansamblu anonim (Categorie: locuire civilă) (Tip: Așezare)               | sat Vlădila, comuna Vlădila          | La Pepinieră      | Basarabi                             |            | 44°00′04″N 24°24′53″E / 44.00111°N 24.41472°E | Încărcați imagine | Raportați eroare |
| 130035.01.01 (Cod LMI: OT-I-m-B-08541.02) | Situl arheologic de la Vlădila - "La Pepinieră" / ansamblu anonim (Categorie: locuire civilă) (Tip: Așezare)               | sat Vlădila, comuna Vlădila          | La Pepinieră      | Starčevo - Criș                      |            | 44°00′04″N 24°24′53″E / 44.00111°N 24.41472°E | Încărcați imagine | Raportați eroare |
| 130035.01.02 (Cod LMI: OT-I-m-B-08541.01) | Situl arheologic de la Vlădila - "La Pepinieră" / ansamblu anonim (Categorie: locuire civilă) (Tip: Așezare)               | sat Vlădila, comuna Vlădila          | La Pepinieră      | sec. XV-XVI                          |            | 44°00′04″N 24°24′53″E / 44.00111°N 24.41472°E | Încărcați imagine | Raportați eroare |
| 130035.02.01 (Cod LMI: OT-I-s-B-08542)    | Villa rustica de la Vlădila-gara Frăsinet / ansamblu anonim (Categorie: locuire civilă) (Tip: Villa rustica)               | sat Vlădila, comuna Vlădila          | gara Frăsinet     | sec. II-III                          |            |                                               | Încărcați imagine | Raportați eroare |
| 130035.03.01 (Cod LMI: OT-I-s-B-08543)    | Villa rustica de la Vlădila-vatra satului / ansamblu anonim (Categorie: locuire civilă) (Tip: Villa rustica)               | sat Vlădila, comuna Vlădila          | vatra satului     | sec. II-III                          |            |                                               | Încărcați imagine | Raportați eroare |
| 130240.01.01 (Cod LMI: OT-I-m-B-08544.02) | Situl arheologic de la Vulturești - "Ogrăzi" / ansamblu anonim (Categorie: locuire civilă) (Tip: Așezare)                  | sat Vulturești, comuna Vulturești    | Ogrăzi            | Verbicioara                          |            |                                               | Încărcați imagine | Raportați eroare |
| 130240.01.02 (Cod LMI: OT-I-m-B-08544.01) | Situl arheologic de la Vulturești - "Ogrăzi" / ansamblu anonim (Categorie: locuire civilă) (Tip: Așezare)                  | sat Vulturești, comuna Vulturești    | Ogrăzi            | Ipotești - Cândești sec. IV - VII    |            |                                               | Încărcați imagine | Raportați eroare |
| 130035.04.01                              | Situl arheologic de la Vlădila-La islaz / ansamblu anonim (Categorie: locuire civilă) (Tip: așezare)                       | sat Vlădila, comuna Vlădila          | La islaz          |                                      |            |                                               | Încărcați imagine | Raportați eroare |
| 130035.04.02                              | Situl arheologic de la Vlădila-La islaz / ansamblu anonim (Categorie: locuire civilă) (Tip: așezare)                       | sat Vlădila, comuna Vlădila          | La islaz          |                                      |            |                                               | Încărcați imagine | Raportați eroare |
| 130035.04.03                              | Situl arheologic de la Vlădila-La islaz / ansamblu anonim (Categorie: locuire civilă) (Tip: așezare)                       | sat Vlădila, comuna Vlădila          | La islaz          | Dridu sec. X                         |            |                                               | Încărcați imagine | Raportați eroare |
| 129031.01.01                              | Situl arheologic de la Vineți-Moara lui Iovescu / ansamblu anonim (Categorie: locuire civilă) (Tip: așezare)               | sat Vineți, comuna Spineni           | Moara lui Iovescu | Sântana de Mureș - Cerneahov sec. IV |            |                                               | Încărcați imagine | Raportați eroare |
| 129031.01.02                              | Situl arheologic de la Vineți-Moara lui Iovescu / ansamblu anonim (Categorie: locuire civilă) (Tip: așezare)               | sat Vineți, comuna Spineni           | Moara lui Iovescu | sec. VI - VII                        |            |                                               | Încărcați imagine | Raportați eroare |